# Tyfonorgeln
Tyfonorgeln är världens ljudstarkaste mobila musikinstrument, konstruerad av artisten och kompositören Salomon Helperin.

## Beskrivning
Salomon Helperin har sedan 1980-talet medverkat som trumpetare och kompositör där man utomhus skulle framföra musik i samband med olika slags invigningar och evenemang. När publiken var placerad på vidsträckta områden och det förekom kraftig vind var man tvungen att använda tämligen omfattande ljudanläggningar för att trumpeten skulle höras av alla. Helperin funderade över om det fanns det något alternativt sätt att framföra musik utan omfattande ljudanläggningar? 1999 började han undersöka möjligheten att sätta samman det som blev dagens Tyfonorgel.
Tyfonorgeln består av 19 båttutor från Kockum Sonics i Malmö, stämda så att de bildar en kromatisk skala från C3 – F4. Dessutom finns stora F från en tyfon som normalt placeras på supertankers. Från en MIDI-kontroll, till exempel ett MIDI-keyboard, spelar man eller spelar upp förprogrammerade sekvenser och sänder dessa som MIDI-signaler till datorn. På grund av tyfonorgelns stora ljudstyrka (uppmätt till 143 decibel, liknande ett JAS-plan) placeras organisten och spelbordet på behörigt avstånd från riggen med båttutor, och ett trådlöst system sänder MIDI-signalen som radiosignal från spelbord till dator och ljudenhet. På detta sätt styrs tryckluft från en kompressor till båttutorna med varje enskild tutas relä.
Tryckluften levereras av en kompressor med en kapacitet som medger kontinuerlig spelning med upp till 8-stämmig polyfoni. Kompressorn är försedd med en 200-liters ackumulatortank vilket möjliggör kortare passager med mer än 8 stämmor, samt cirka 6 sekunders aktivering av den största tutan.  Tyfonorgeln är inte patenterad i någon del och kan med fördel byggas i olika former och storlek efter behov.
Tyfonorgeln blev färdigställd 2002 och finns i sin nuvarande form efter en ombyggnad från 2005, och kan beskrivas som världens ljudstarkaste mobila musikinstrument, där man manuellt eller förprogrammerat kan spela musik på instrumentets spelbord.

## Användning
Tyfonorgeln har använts vid större evenemang och konserter utomhus. Den har bland annat använts på konsert i Dalhalla, i samband med invigningar av tunnlar och broar, till exempel Götatunneln 2006, vid sjösättngen av Ostindiefararen Götheborg, vid invigning av Kulturnatta i Göteborg och Varberg, vid Citroën 2CV-klubbens världsmöte 2007 i Borlänge och vid invigningen av Havs- och Vattenmyndigheten i Göteborg 2011. 